# Кастро, Америко
Америко Кастро Кесада (исп. Américo Castro Quesada; 4 мая 1885, Кантагалу, Бразилия — 25 июля 1972, Льорет-де-Мар, Испания) — испанский филолог и историк культуры, литературный критик.

## Биография
Родился в испанской семье, которая в 1890 году вернулась на родину в Гранаду. Окончил Гранадский университет (1904). Также учился в Сорбонне в 1905—1907 годах, где был поддерживал знакомство с Франсиско Хинером де лос Риосом. Также был знаком с Рамоном Менендесом Пидалем, с которым изучал историю грамматики испанского языка.
В 1910 году руководитель отдела лексикографии Центра исторических исследований в Испании. Был знаком в этот период с Асориным, Мигелем де Унамунолем, Хосе Марией де Коссио, Хуаном Рамоном Хименесом, Хоакином Сорольей.
В 1911 году получает степень доктора в области философии и литературы.
В 1914 году один из участников основания журнала «Журнал испанской филологии».
С 1915 года — профессор истории испанского языка Мадридского университета, руководитель кафедры истории испанского языка в университете.
В годы Первой мировой войны проводил различные конференции в Европе, особенно во Франции. Занимался преподаванием, обучением, научными исследованиями по испанской филологии. Ряд его работ были опубликованы с 1910 по 1935 год в бюллетене Бесплатного образовательного учреждения Испании, с которым он сотрудничал с 1908 года.
В 1922 году совершил поездку в Марокко, для изучения еврейских кварталов. В 1923 году переехал в Аргентину, где преподавал в различных университетах. В 1928 году путешествовал в Мексике, Кубе и Пуэрто-Рико.
С 3 мая 1931 года — посол Испании в Германии, затем занимал пост консула в Андае.
С началом Гражданской войны в Испании в 1936 году уехал в Париж, после иммигрировал в Аргентину, а оттуда в США, где преподавал в Висконсинском (1937—1939), Техасском (1939—1940), Принстонском (1940—1953) университетах. В 1953 году награжден стипендией Гуггенхайма. В том же году вышел на пенсию и много путешествовал по Южной Америке, США, Европе. В 1969 году вернулся на родину в Мадрид. Умер 25 июля 1972 года от сердечного приступа.
Почетный доктор университета Пуатье (1935), университета Сорбонны (1936), член Королевской академии добрых писем Барселоны.

#### Научные работы
- «Пролог», к Жизнь Бускона «Prólogo», en Vida del Buscón (1911)[5]
- «Вклад в изучение леонского диалекта Саморы» Contribución al estudio del dialecto leonés de Zamora (1913)
- «Спор между христианином и евреем» Disputa entre un cristiano y un judío (1914)
- «Леонские хартии Саморы, Саламанки, Ледесмы и Альба-де-Тормес» Fueros Leoneses de Zamora, Salamanca, Ledesma and Alba de Tormes (1916, совместно с Федерико де Онисом).
- «Жизнь Лопе де Вега» Vida de Lope de Vega (1919)[6]
- Введение к «Севильский распутник и каменный гость» El burlador de Sevilla (1922)[4]
- «Преподавание испанского языка в Испании» La enseñanza del español en España (1922)[5]
- «Язык, обучение и литература» Lengua, enseñanza y literatura (1924)
- «Мысль Сервантеса» El pensamiento de Cervantes (1925)
- «Средневековая романтическая Библия» Biblia medieval romanceada (1927)[5]
- «Святая Тереза и другие очерки» Santa Teresa y otros ensayos (1929)
- «Латинско-испанские глоссарии средневековья» Glosarios latino- españoles de la Edad Media (1936)
- «Испанизм и эразизм» Lo hispánico y el erasmismo (1940—1942)[4]
- «Специфика лингвистики риоплатенсе» La specificidad linguística rioplatense (1941)[4]
- «Испания в ее истории: христиане, мавры и евреи» España en su historia: Cristianos, moros y judíos (1948, переиздания 1954, 1962, 1966. Была переведена на английский, немецкий, французский, итальянский языки[5])
- «Аспекты испанской жизни» Aspectos del vivir hispánico (1949)[4]
- «Историческая реальность Испании» La realidad histórica de España (1954)[5]
- «К Сервантесу» Hacia Cervantes (1957)[4]
- «Сантьяго в Испании» Santiago de España (1958)
- «Происхождение, бытие и существование испанцев» Origen, ser y existir de los españoles (1959)
- «Селестина как литературная борьба» La Celestina como contienda literaria (1960)
- «Эпоха конфликта» De la edad conflictiva (1961)[4]
- «Сервантес и испанские кастицизмы» Cervantes y los casticismos españoles (1967)
- «Испанский, иностранное слово» Español, palabra extranjera (1970)
- «Из Испании, которую я не знал» De la España que aún no conocía (1971)
- «Испанцы в стороне» Españoles al margen (1972)

#### Переводы
- «Введение в изучение романской лингвистики» немецкого филолога Мейер-Любке.
- Прологи к произведениям Тирсо де Молина, Франсиско де Кеведо[5].